# 成都东软软件园
成都东软软件园位于四川省成都市都江堰市青城山镇东软大道一号，属于成都天府软件园都江堰园区，2006年10月正式建成并投入使用。

## 历史
- 2005年，开始建设成都东软软件园。
- 2006年10月，成都东软软件园正式建成。